# 耶妮·阿尔瓦雷斯
耶妮·阿尔瓦雷斯·凯塞多（西班牙語：Yenny Álvarez Caicedo，1995年5月24日—），哥伦比亚女子举重运动员，2021年世界举重锦标赛女子59公斤级银牌得主、2022年世界举重锦标赛女子59公斤级金牌得主、2023年泛美运动会女子59公斤级金牌得主。